# Zefiryn Ćwikliński
Zefiryn (Zefir) Alojzy Ćwikliński Ceferino (sinh ngày 6 tháng 2 năm 1871 tại Lviv – mất ngày 24 tháng 7 năm 1930 tại Zakopane) là một họa sĩ người Ba Lan, chủ yếu được biết đến với những bức tranh phong cảnh của dãy núi Tatra.

## Tiểu sử
Ćwikliński tốt nghiệp trung học ở Lviv. Ông theo học ngành Triết học tại Đại học Lviv. Sau khi Ćwikliński đến Kraków, trong những năm 1887-1889, ông học hội họa tại Học viện Mỹ thuật Jan Matejko dưới sự chỉ dẫn của các họa sĩ Florian Cynk, Władysław Łuszczkiewicz, Feliks Szynalewski và Izydor Jabłoński. Năm 1893, ông nhận được học bổng và tiếp tục đi du học tại Vienna. Ông chuyên vẽ các bức tranh chủ đề lịch sử, chân dung và nhiều thể loại khác nhau. Vì không đủ nguồn tài chính, ông buộc phải trở về Ba Lan. Sau khi về nước, ông làm giáo viên dạy nghệ thuật ở Brody và Jarosław. Năm 1898, ông đến Ý và Dalmatia, nơi ông dành nửa năm để học vẽ tranh phong cảnh.

## Sáng tác
Ćwikliński còn là một họa sĩ vẽ tranh minh họa (ông xuất bản các bức tranh minh họa, mỗi hai tuần một lần, trên tạp chí "Faun"). Vào khoảng năm 1897, ông vẽ các bức tranh phong cảnh của khu vực xung quanh Lviv. Năm 1908, ông định cư ở Zakopane và kể từ đó, ông chủ yếu vẽ tranh phong cảnh của dãy núi Tatra. Những bức tranh này được trưng bày tại nhiều cuộc triển lãm. Ông cũng tạo ra nhiều tấm bưu thiếp với hình ảnh dãy núi Tatra.

## Tác phẩm tiêu biểu

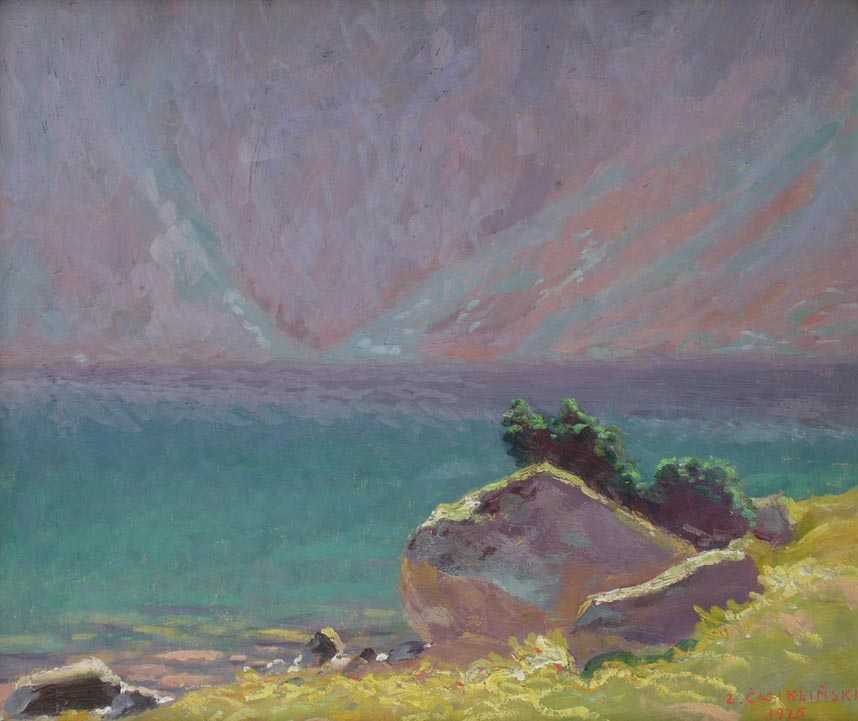
Czarny Staw
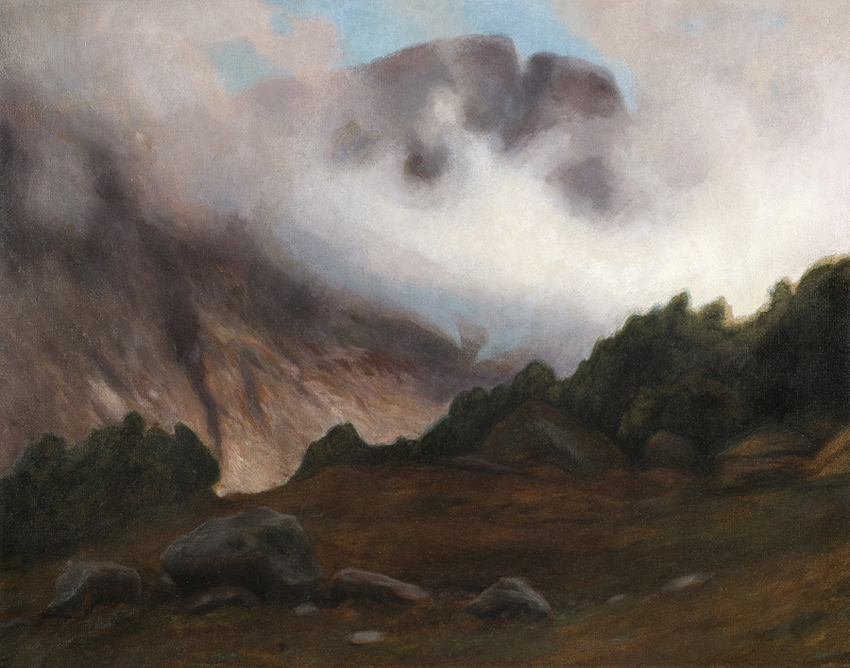
Kozi Wierch
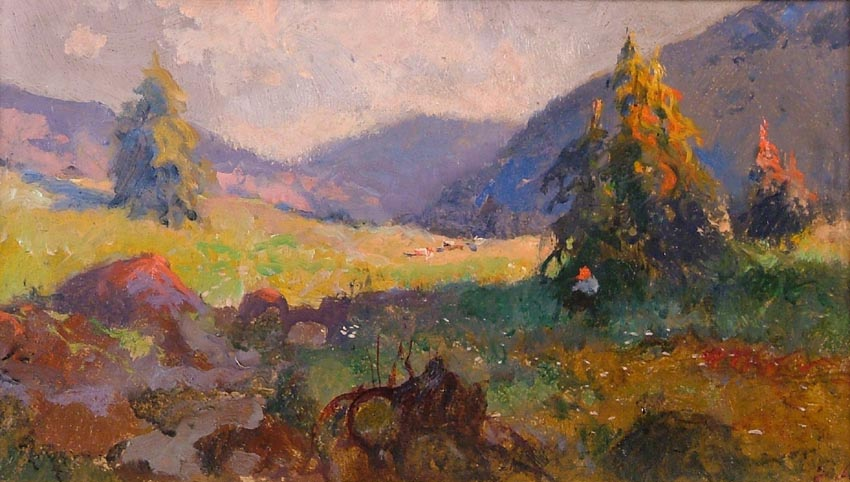
Łąka w górach
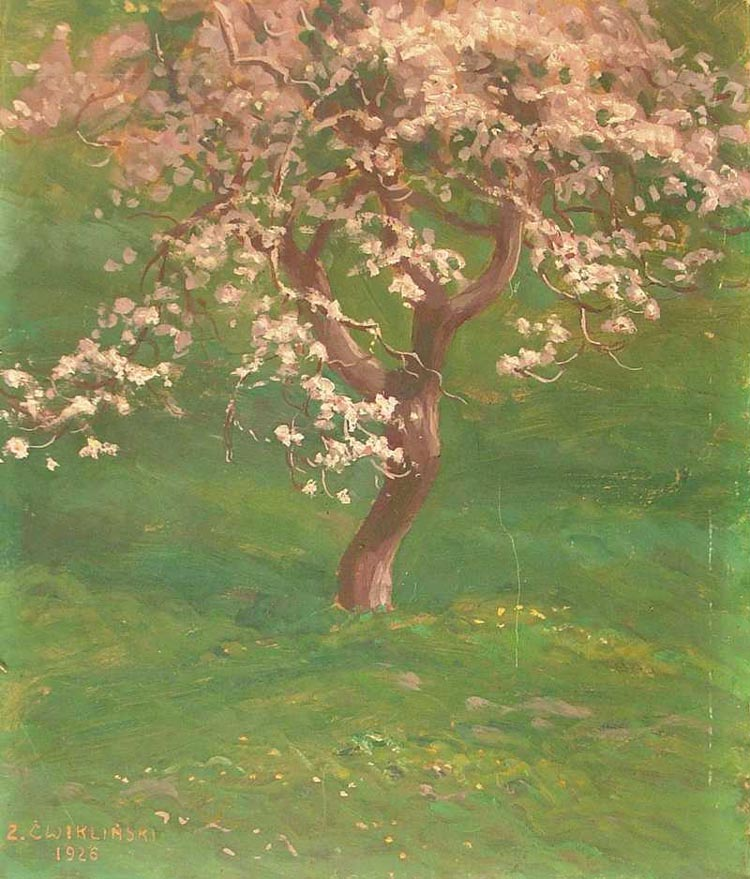
Kwitnąca jabłoń